# Bart Aernouts (triatleta)
Bart Aernouts (5 de junio de 1984) es un deportista belga que compite en triatlón y duatlón.
Ganó dos medallas en el Campeonato Europeo de Triatlón de Media Distancia en los años 2015 y 2021. Además, obtuvo una medalla en el Campeonato Mundial de Ironman de 2018, y tres medallas en el Campeonato Europeo de Ironman 70.3 entre los años 2012 y 2018.
En duatlón consiguió dos medallas en el Campeonato Mundial de Duatlón en los años 2008 y 2010, una medalla en el Campeonato Mundial de Duatlón de Larga Distancia de 2008 y una medalla en el Campeonato Europeo de Duatlón de Larga Distancia de 2013.

## Palmarés internacional
| Campeonato Europeo | Campeonato Europeo | Campeonato Europeo | Campeonato Europeo |
| Año                | Lugar              | Medalla            | Prueba             |
| ------------------ | ------------------ | ------------------ | ------------------ |
| 2015               | Rimini (Italia)    | Medalla de bronce  | Individual         |
| 2021               | Walchsee (Austria) | Medalla de bronce  | Individual         |

| Campeonato Mundial | Campeonato Mundial     | Campeonato Mundial | Campeonato Mundial |
| Año                | Lugar                  | Medalla            | Prueba             |
| ------------------ | ---------------------- | ------------------ | ------------------ |
| 2018               | Hawái (Estados Unidos) | Medalla de plata   | Individual         |

| Campeonato Europeo | Campeonato Europeo   | Campeonato Europeo | Campeonato Europeo |
| Año                | Lugar                | Medalla            | Prueba             |
| ------------------ | -------------------- | ------------------ | ------------------ |
| 2012               | Wiesbaden (Alemania) | Medalla de plata   | Individual         |
| 2014               | Wiesbaden (Alemania) | Medalla de oro     | Individual         |
| 2018               | Elsinor (Dinamarca)  | Medalla de bronce  | Individual         |

| Campeonato Mundial | Campeonato Mundial      | Campeonato Mundial | Campeonato Mundial |
| Año                | Lugar                   | Medalla            | Prueba             |
| ------------------ | ----------------------- | ------------------ | ------------------ |
| 2008               | Rímini (Italia)         | Medalla de bronce  | Individual         |
| 2010               | Edimburgo (Reino Unido) | Medalla de oro     | Individual         |

| Campeonato Mundial | Campeonato Mundial               | Campeonato Mundial | Campeonato Mundial |
| Año                | Lugar                            | Medalla            | Prueba             |
| ------------------ | -------------------------------- | ------------------ | ------------------ |
| 2008               | Geel (Bélgica)                   | Medalla de plata   | Individual         |
| Campeonato Europeo |                                  |                    |                    |
| Año                | Lugar                            | Medalla            | Prueba             |
| 2013               | Horst aan de Maas (Países Bajos) | Medalla de oro     | Individual         |